# دانشگاه آزاد اسلامی واحد فسا
دانشگاه آزاد اسلامی واحد فسا، یکی از واحدهای بسیار بزرگ دانشگاه آزاد اسلامی در شهر فسا است. این دانشگاه در رتبه‌بندی وبومتریکس ۲۰۲۰ چهارمین واحد دانشگاه آزاد برتر استان فارس (پس از شیراز، مرودشت، کازرون است.  دانشگاه آزاد اسلامی واحد فسا دارای رشته‌های کاردانی، کارشناسی، کارشناسی ارشد و دکترای تخصصی در گروه‌های مختلف فنی و مهندسی، زبان و ادبیات فارسی، هنر و معماری است. این دانشگاه نخستین دانشگاه آزاد اسلامی در استان فارس است که در سال ۱۳۶۴ تأسیس شده‌است.

## تاریخچه

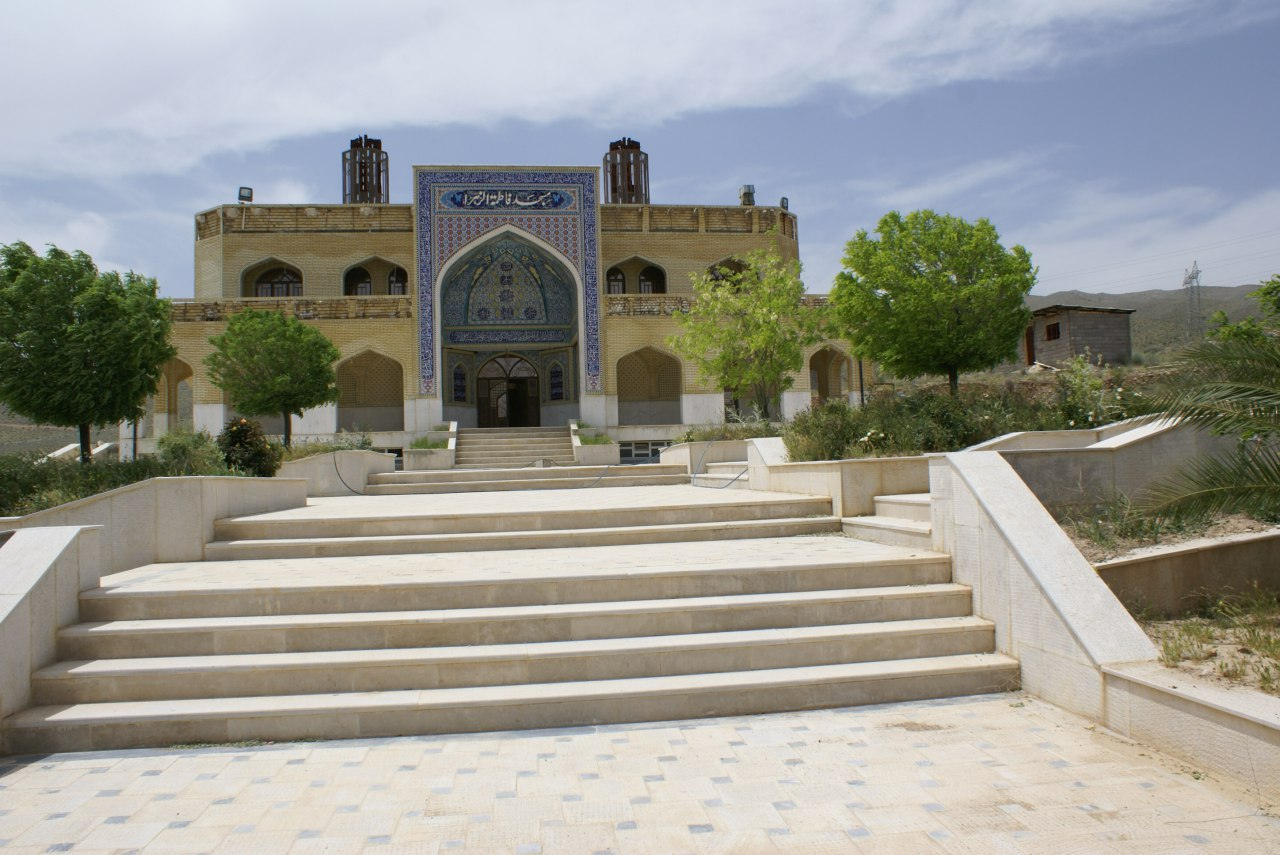
مسجد دانشگاه

دانشگاه آزاد اسلامی واحد فسا به همت حاج سید محمد صادق رفیعی در تاریخ ۲۵ اردیبهشت ۱۳۶۴ تأسیس و با پذیرش ۳۵۰ نفر دانشجو در چهار رشته تحصیلی کشاورزی، ادبیات فارسی، الهیات و معارف اسلامی و مکانیک درمقاطع کارشناسی و کاردانی فعالیت خود را آغاز کرد. سال ۱۳۶۶ اولین ساختمان دانشگاه با زیر بنای ۲۰۰۰ متر مربع در فضایی به وسعت ۱۲ هکتار مورد بهره‌برداری قرار گرفت.
این واحد دانشگاهی هم‌اکنون دارای ۴۵ رشته کاردانی و کارشناسی، ۱۵ رشته کارشناسی ارشد و ۵ رشته دکتری است. تعداد دانشجویان این دانشگاه حدود ۱٬۳۰۰ نفر و تعداد اعضای هیئت علمی آن نیز ۶۲ نفر است.

## دانشکده‌ها
- دانشکده علوم انسانی
- دانشکده فنی و مهندسی
- دانشکده هنر و معماری
- دانشکده کشاورزی
- دانشکده زبان و ادبیات فارسی[۸]